# Vlastimir Đuza Stojiljković
Vlastimir "Đuza" Stojiljković (Ražanj (selo kod Niša), 30. lipnja 1929. – Beograd, 17. lipnja 2015.) bio je srbijanski glumac i pjevač.

## Životopis
Vlastimir "Đuza" Stojiljković rođen je 1929.god. u učiteljskoj obitelji. Završio je gimnaziju u Kruševcu, a glumom se amaterski bavio još kao srednjoškolac. Po završetku srednje škole upisao je Rudarsko-geološki fakultet, koji je napustio na trećem semestru i upisao se na Akademiju kazališnih umjetnosti. Profesionalnu karijeru je započeo 1951. u Beogradskom dramskom pozorištu. U BDP je radio do 1968., nakon čega je prešao u Atelje 212. U BDP se vratio 1978. i ostao tamo do 1985., kada je ponovo prešao u Atelje 212, u kojem je igrao do mirovine 1995. Glumio je više od 130 uloga.
Na filmu je debitirao 1957. u filmu Tuđa zemlja, Jože Galea. Veliku popularnost je stekao filmom Ljubav i moda, za koji je otpjevao pjesmu "Devojko mala". Veliku popularnost stekao je i ulogom Rodoljuba Petrovića u seriji "Pozorište u kući". Zatim je s Milenom Dravić bio domaćin u show-programu "Lift za peti sprat". Krajem osamdesetih vodio je radio program "Zabavnik". Đuza Stojiljković je također posuđivao glasove junacima brojnih crtanih filmova.
Godine 1983. dobio je Oktobarsku nagradu grada Beograda, a 2001. je dobio nagradu Dobričin prsten.

## Filmografija
- 1958. – Pop Ćira i pop Spira
- 1959. – Noći i jutra
- 1960. – Ljubav i moda
- 1960. – Diližansa snova
- 1961. – Leto je krivo za sve
- 1961. – Nema malih bogova
- 1964. – Put oko sveta kao zemljak
- 1968. – Operacija Beograd
- 1988. – Za sada bez dobrog naslova
- 1993. – Mrav pešadinac

## Vanjske poveznice
- www.filmovi.com – Vlastimir (Đuza) Stojiljković
- IMDb: Vlastimir Đuza Stojiljković
- Discogs.com – Đuza Stojiljković (diskografija)